# Estée Lauder Companies
Estée Lauder Companies (ˈɛsteɪ ˈlɔːdər, stilisiert zu ESTĒE LAUDER) ist ein 1946 von Estée Lauder gegründetes und seit 1995 im Aktienindex S&P 500 gelistetes US-amerikanisches Kosmetikunternehmen mit Hauptsitz in New York City.
Unter dem Markennamen Estée Lauder werden in mittlerweile über 150 Ländern weltweit pflegende und dekorative Kosmetik sowie Parfüm für Damen und Herren angeboten. Zum Konzern gehören über 30 weitere, zum Teil international bekannte Marken, die von Estée Lauder Companies im Laufe der Unternehmensgeschichte entweder selbst gegründet oder aufgekauft wurden.

## Unternehmensgeschichte
Gegründet wurde das Unternehmen 1946 von Estée Lauder (1908–2004) zusammen mit ihrem Mann Joseph Lauder, einem Textilunternehmer, der als Finanzchef fungierte. Auf die Idee, Schönheitsprodukte zu vermarkten, war Estée Lauder zuvor gekommen, nachdem ihr Onkel aus Ungarn zu ihrer Familie in die USA gezogen war und dort Hautcremes anrührte. Die ersten Produkte der Lauders, die sie in den Anfängen noch zu Hause herstellten, waren eine Creme, ein Reinigungsöl, eine Gesichtsmaske und eine Hautlotion. Das Paar bot diese vier Artikel unter dem Markennamen Estée Lauder zunächst in New Yorker Schönheitssalons sowie Hotels an und erhielt schließlich 1947 aufgrund der Nachfrage von Kunden einen Auftrag der New Yorker Luxuskaufhauskette Saks Fifth Avenue. Von Anfang an boten die Lauders ihren Kunden als Kaufanreiz ein Präsent bspw. ein Gesichtspuder beim Kauf von Produkten mit einem bestimmten Mindestwert an. 1950 wurde der erste Estée Lauder Tresen in der Kosmetikabteilung eines Neiman Marcus Geschäfts in Dallas eingeweiht.
1960 begann mit einem Auftrag an Harrods in London die internationale Expansion; 1965 wurde ein Lauder-Fabrikgebäude in Oevel in Belgien eingeweiht. 1967 wurde Estée Lauder von Wirtschafts- und Finanzredakteuren zu einer von zehn herausragenden Unternehmer-Frauen in den Vereinigten Staaten ernannt. Es folgte 1968 der Spirit of Achievement Award des Albert Einstein College of Medicine der Yeshiva University. In den folgenden Jahrzehnten bauten die Lauders die Gesellschaft zu einem weltweit erfolgreichen Kosmetik-Konzern aus, und zwar gegen die etablierten Mitstreiter Helena Rubinstein, Elizabeth Arden und Revlon. 1989 eröffnete die erste Estée Lauder Parfümerie in Moskau.
Im Jahre 1982 übernahm Leonard Lauder, der älteste Sohn von Estée Lauder, als Präsident und Geschäftsführer die Leitung des Unternehmens. Geschäftsführer und Verkaufsdirektor von Estée Lauder Cosmetics GmbH in Köln war Werner Negges (* 1938). Leonard Lauder hatte 1959 Evelyn Hausner geheiratet, die in der Folge das Trainingsprogramm für Estée Lauder Verkäuferinnen erschuf.
1995 ging Estée Lauder Companies in New York an die Börse und Estée Lauder selbst zog sich aus dem Tagesgeschäft zurück. 1996 begann mit Onlineshops auf den Webseiten der Marken Clinique und Bobbi Brown der Elektronische Handel. Ende 2001 etablierte Leonard Lauder den Lippenstift-Index als Konjunkturindikator. Das Unternehmensimperium Estée Lauder Companies wurde 2004, dem Todesjahr der Firmengründerin auf einen Wert von etwa zehn Milliarden US-Dollar taxiert. Seit 1. Juli 2004 ist William Lauder, Enkel von Estée Lauder und Sohn von Evelyn und Leonard Lauder, Geschäftsführer des Konzerns.
Seit Juli 2012 leitet der Italiener Fabrizio Freda das Unternehmen als erster externer Geschäftsführer von Estée Lauder, das zuvor direkt von der Gründerfamilie geführt wurde, insbesondere von Leonard Lauder und seinem Sohn William. Am 31. Oktober 2024 wurde Stéphane de La Faverie zum neuen Präsidenten und CEO sowie zum Mitglied des Verwaltungsrats ernannt. Er trat sein Amt am 1. Januar 2025 an und folgte Freda nach, der seinen Rücktritt nach mehr als sechzehn Jahren im Unternehmen angekündigt hatte. 2020 lag der Jahresumsatz bei 14,29 Milliarden US-Dollar. Mit knapp 62.000 Mitarbeitenden erwirtschaftete der Konzern im Jahr 23/24 einen Umsatz von 15,608 Mrd. US$.
Heute sind Estée Lauder Produkte, zu denen neben der Hauptmarke Estée Lauder mittlerweile über 30 weitere Marken gehören, in ca. 150 Ländern der Welt erhältlich.

### Reaktionen zu COVID-19
Als Reaktion auf die COVID-19-Pandemie kündigten die Estée Lauder Unternehmen am 20. August 2020, eine Reduzierung ihrer Belegschaft um 1.500 bis 2.000 Mitarbeiter weltweit oder etwa 3 Prozent aller Beschäftigten an. Die meisten Kürzungen bezogen sich dabei auf Hilfsarbeiter und Filialmitarbeiter. Das Unternehmen kündigte außerdem an, etwa 10 bis 15 Prozent seiner Stores zu schließen, integrierte Schönheitstheken in Kaufhäusern zu verringern und sich stärker auf den digitalen Markt zu konzentrieren.

## Akquisitionen
Während ihrer Firmengeschichte sicherte sich Estée Lauder immer wieder Mehrheitsanteile an anderen Firmen aus der Kosmetikbranche oder übernahm sie später komplett.
1994 wurde das Kosmetikunternehmen MAC aus Toronto  zunächst mit 51 % der Anteile und 1998 mit 100 % von Estée Lauder übernommen. 1995 wurden die Unternehmen Bobbi Brown Cosmetics und La Mer gekauft, 1999 folgte Jo Malone London. Am 1. Juli 2010 erwarb das Unternehmen Smashbox Beauty Cosmetics, eine Marke, die von den Brüdern Dean und Davis Factor gegründet wurde. 2017 kaufte Estée Lauder sich Anteile an der kanadischen Firma Deciem und baute sie seitdem stetig aus.
Weitere Firmen, die zu Estée Lauder Companies, gehören, sind unter anderem: Aveda (1997), Darphin, Bumble & Bumble (2000/2006), RODIN olio lusso, Le Labo (2014), Forest Essentials (2014), Frédéric Malle (2015), GLAMGLOW (2015), Becca Cosmetics (2016) und Dr. Jart+ (2019).
Im Jahr 2023 konnte die Akquisition von Tom Ford abgeschlossen werden. Berichtet wird über einen Kaufpreis von 2,8 Mrd. US$.

## Portfolio
Im Laufe der Jahre wurde das Portfolio um weitere Produkte erweitert. 1960 wurde die Herrenmarke Aramis lanciert, 1967 wurde die Prestigemarke Clinique in Zusammenarbeit mit dem New Yorker Hautarzt Norman Orentreich entwickelt. Auf den Namen Clinique waren die Lauders in Anlehnung an den französischen Ausdruck für Schönheitsklinik clinique aesthetique gekommen. Die Verkäuferinnen der Marke Clinique tragen weiße Laborkittel. Der Eintritt in den deutschen Markt wurde 1972 erschwert, da der Berliner Verband Sozialer Wettbewerb e. V. dem Unternehmen den Markennamen Clinique in Deutschland aufgrund einer möglichen Verwechselung mit Arzneimittelprodukten untersagen ließ. Bis zu einem Gerichtsurteil des EuGH von 1994 wurden daher Produkte der Marke Clinique in Deutschland von Estée Lauder unter dem Namen Linique vermarktet.
1979 wurde auf Initiative des zweitältesten Sohns der Lauders, Ronald Lauder, die Marke für dekorative Kosmetik Préscriptives eingeführt. 1987 wurde die Herrenkosmetikmarke (Aramis) Lab Series Skincare for Men präsentiert. 1990 führte William P. Lauder, Sohn von Leonard Lauder, die Wellness-Kosmetikmarke Origins ein. Im Jahr 2012 lancierte das Unternehmen AERIN Beauty, eine Luxus-Lifestyle-Schönheits- und Duftmarke, die vom charakteristischen Stil ihrer Gründerin Aerin Lauder inspiriert wurde.
Seit 1953 sind insgesamt über 70 Parfüms für Damen und seit 1985 auch für Herren von Estée Lauder erschienen. Zu den bekanntesten zählen neben Youth Dew (1953) die Parfüms Estée (1968), Azurée (1969), Alliage (1972), Private Collection (1973), Cinnabar (1978), White Linen (1978), Beautiful (1985), Lauder for Men (1985), Knowing (1988), Spellbound (1991), Tuscany (1992), Pleasures (1995), Pleasures for Men (1997), Intuition (2000), Intuition for Men (2002), Sensuous (2008), AERIN Essentials Collection (2012) und Modern Muse (2013).
1995 begann Estée Lauder Companies damit, Parfüm in Lizenz für andere Unternehmen zu produzieren, so zunächst für die Tommy Hilfiger Corporation mit dem Damenduft Tommy. Es folgten Düfte für Kiton (seit 1995), Donna Karan (1997), Michael Kors (2003), Sean John, Missoni, Daisy Fuentes, Tom Ford (2005), Coach (2006), Ermenegildo Zegna (2011), Marni (2011) und Tory Burch (2013).

## Marketing

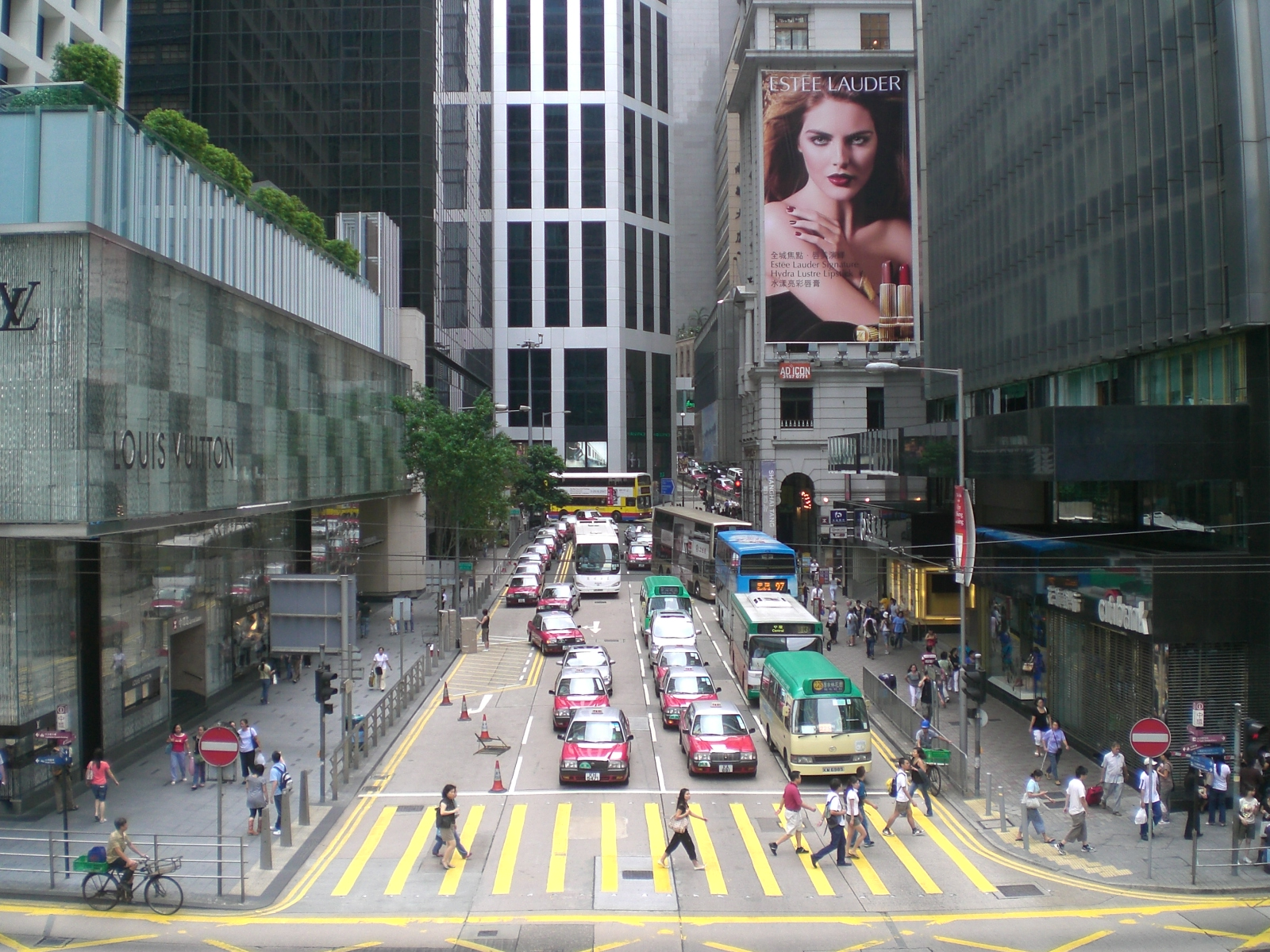
Werbeplakat in Hongkong (2007)

1962 ließ Estée Lauder erstmals bekannte Models als Aushängeschilder (spokeswoman) für ihre Produkte Anzeigenwerbung machen. Im Verlaufe der Jahre kamen auch andere Prominente dazu, die einfach als Face bezeichnet wurden. Frühere bekannte Gesichter für Estée Lauder waren zum Beispiel Bruce Boxleitner, Paulina Porizkova, Elizabeth Hurley, Anja Rubik, Gwyneth Paltrow und Carolyn Murphy. Liya Kebede war das erste afroamerikanische Gesicht von Estee Lauder. Im Jahr 2008 war Hilary Rhoda das Hauptgesicht des Konzernes. Im Jahr 2010 fügte das Unternehmen dem Kader drei weitere Gesichter hinzu, das chinesische Model Liu Wen, das puerto-ricanische Model Joan Smalls und das französische Model Constance Jablonski.
Im November 2014 wurde bekanntgegeben, dass das Model Kendall Jenner im Jahr 2015 das neue Gesicht für das Unternehmen sein wird. Im Jahr 2019 kündigte das Unternehmen Xiao Zhan als Sprecher in China bis Anfang 2021 an.
Am 26. Februar 2021 gab Estée Lauder bekannt, dass die Schauspielerin Ana de Armas das neue Gesicht des Unternehmens sein wird.

## Breast Cancer Research Foundation (BCRF)
Im Oktober 1993 wurde die BCRF-Kampagne von Evelyn Lauder (Estées Schwiegertochter) ins Leben gerufen, die 1989 selbst an Brustkrebs erkrankt war. Gemeinsam mit dem SELF-Magazin entwickelte sie das "Pink Ribbon" als Symbol der Solidarität mit von Brustkrebs betroffenen Frauen. Seitdem haben Millionen von Menschen weltweit die Botschaft über die Bedeutung der Brustgesundheit gehört und die Früherkennung kann Leben retten. Die jährliche Brustkrebs-Aufklärungskampagne der Estée Lauder Companies umfasst alle Marken, aus denen das Unternehmen besteht. Zusammen repräsentieren sie den ersten und größten Unternehmensunterstützer der Breast Cancer Research Foundation.
Seit 1992 hat die Brustkrebskampagne der Estée Lauder Companies weltweit mehr als 99 Millionen US-Dollar für lebensrettende Forschung, Bildung und medizinische Dienste gesammelt.

## Marken des Konzerns
Die Marken und Labels von Estée Lauder sind:
Kosmetika:
- AERIN
- BECCA (eingestellt)
- Bobbi Brown
- Clinique
- Darphin
- DECIEM by Brandon Truaxe
- Dr.Jart+
- Estée Lauder
- GLAMGLOW
- La Mer
- LAB Series
- MAC Cosmetics
- Origins
- Prescriptives
- Smashbox
- Too Faced
- Tom Ford Beauty
- GoodSkin Labs
- Osiao

Parfums:
- Aramis
- By Kilian
- DKNY Fragrances
- Donna Karan Cosmetics
- Editions de Parfums Frédéric Malle
- Ermenegildo Zegna Perfumes
- Jo Malone London
- Kiton
- Lauder Fragrances
- Le Labo
- Michael Kors Beauty
- RODIN olio lusso
- The Ordinary by Brandon Truaxe
- Tommy Hilfiger Toiletries
- Tom Ford
- Marni

Haarpflegeprodukte:
- Aveda
- Bumble & Bumble
- Ojon

## Kontroversen

### SOPA
2011 erschien Estée Lauder Companies auf der Liste von großen Unternehmen, die SOPA unterstützten das umstrittene, aber erfolglose Anti-Piraterie-Gesetz des US-amerikanischen Repräsentantenhauses, das von Kritikern als übertrieben angesehen wurde.

### Kinderarbeit
Im Jahr 2001 wurde berichtet, dass Kinder entdeckt wurden, die in einer Fabrik in Cambridge, New York, arbeiteten und Produkte für Origins herstellten, eine der Naturproduktmarken von Estée Lauder. Das beauftragte Unternehmen war Common Sense Natural Soap & Bodycare, eine Firma die unter der Leitung von Elbert Eugene Spriggs stand, dem Gründer und Anführer der Twelve Tribes communities. Diese steht in der Kritik, Kinder zu misshandeln. Estée Lauder sagte, sie habe sofort den Vertrag mit dem Hersteller gekündigt, mit dem sie seit 5 Jahren zusammengearbeitet hatte, und gab an, dass sie sich vor der ersten Inspektion über nichts bewusst war.

### Tierversuche
Die Estée Lauder Companies führt Tests ohne Tierversuche und mit menschlichen Freiwilligen durch, um die Produktsicherheit und -wirksamkeit zu bewerten. Manche Produkte durchlaufen daraufhin trotzdem Tierversuche, sofern dies von der Landesregierung des Abnehmerlandes gesetzlich vorgeschrieben ist. So verlangt zum Beispiel China, das Kosmetika zuvor an Tieren getestet wurden. Dies führte zu Kontroversen bei kleineren Marken, die bis dahin grausamkeitsfrei waren, aber von Estée Lauder übernommen wurden.

### Boykott & Anti-Boykott
Mindestens seit Februar 2001 sind Estée Lauder und ihre Marken das Ziel einer Boykottkampagne, die von pro-palästinensischen Aktivisten geführt wird, die das Unternehmen wegen der pro-israelischen Aktivitäten von Ronald Lauder ins Visier genommen haben. Im Juni 2003 nahmen die in San Francisco ansässigen Queers Undermining Israeli Terrorism (QUIT) mit ihrer Kampagne "Estée Slaughter" den Boykott auf. Der Boykott hat eine Anti-Boykott-Kampagne von Anhängern Israels ausgelöst.